# Lista över falska vänner mellan svenska och engelska
Denna lista över falska vänner mellan svenska och engelska innehåller ord i de båda språken som liknar varandra, men har skilda betydelser, och kan förväxlas av personer med hyggliga kunskaper i de båda språken. Falska vänner kan vara ord med gemensamt ursprung såväl som språköverskridande homonymer. Vissa är pseudoanglicismer, alltså ord som stavas på engelskt sätt, men inte betyder samma, oftast felaktigt lånade.
| Engelskt ord                  | Korrekt svensk översättning                                                                                   | Liknande svenskt ord                     | Engelskt ord för det liknande svenska                              |
| ----------------------------- | --- | ---------------------------------------- | ------------------------------------------------------------------ |
| actual                        | faktisk | aktuell                                  | present, current                                                   |
| announce                      | tillkännage                                                                                                   | annonsera                                | advertise                                                          |
| beef                          | nötkött | biff                                     | beef steak                                                         |
| billion                       | miljard (oftast, speciellt i amerikansk engelska – se vidare artikeln ”Långa och korta skalan för stora tal”) | biljon                                   | trillion (oftast)                                                  |
| blanket                       | filt | blankett                                 | form                                                               |
| blast furnace                 | masugn | blästerugn                               | bloomery                                                           |
| branch                        | gren, filial                                                                                                  | bransch                                  | industry, business                                                 |
| chef                          | kock | chef                                     | boss                                                               |
| chin                          | haka | kind                                     | cheek                                                              |
| citron                        | suckatcitron                                                                                                  | citron                                   | lemon                                                              |
| class                         | lektion | klass                                    | year (school)                                                      |
| cock                          | tupp, penis, kran                                                                                             | kock                                     | chef, cook                                                         |
| craft                         | 1. färdighet, hantverk 2. fordon, fartyg, flygplan                                                            | kraft                                    | force, power                                                       |
| cumin                         | spiskummin | kummin                                   | caraway                                                            |
| cup                           | trofé, utmärkelse                                                                                             | kupp                                     | coup (coup d'état)                                                 |
| delicate                      | ömtålig | delikat                                  | delicious                                                          |
| detective                     | kriminalpolis                                                                                                 | (privat)detektiv                         | private investigator                                               |
| discipline                    | vetenskapsgren, idrottsgren                                                                                   | disciplin                                | (moral and/or corporeal) discipline                                |
| diverse                       | mångsidig | diverse                                  | various                                                            |
| effective                     | utförd, giltig (till exempel från och med ett visst datum)                                                    | effektiv                                 | efficient                                                          |
| engaged                       | förlovad, upptagen                                                                                            | engagerad                                | committed (to)                                                     |
| eventually                    | slutligen | eventuellt                               | possibly, if need be                                               |
| exam                          | tentamen | examen                                   | graduation                                                         |
| expedition                    | expedition (resa etc)                                                                                         | expedition (kontor)                      | office                                                             |
| fabric                        | tyg | fabrik                                   | factory                                                            |
| fifth cousin                  | sexmänning | femmänning                               | fourth cousin                                                      |
| fourth cousin                 | femmänning | fyrmänning                               | third cousin                                                       |
| genus                         | släkte (biologi)                                                                                              | genus (grammatiskt eller socialt kön)    | gender                                                             |
| gift                          | gåva | gift                                     | married/poison                                                     |
| glass                         | glas | glass                                    | ice cream                                                          |
| goodies                       | kul saker | godis                                    | candy                                                              |
| guest                         | medverka, delta i, spela i/på                                                                                 | gästa                                    | visit                                                              |
| guilty                        | skyldig | giltig                                   | valid                                                              |
| harness (t.ex. child harness) | sele (t.ex barnsele)                                                                                          | harnesk                                  | cuirass                                                            |
| intern                        | praktikant, AT-läkare, men även intern                                                                        | intern                                   | intern, inmate                                                     |
| invalid                       | /in'valid/ ogiltig, /'invalid/ invalid                                                                        | invalid                                  | disabled, cripple, /'invalid/ invalid                              |
| island                        | ö | Island                                   | Iceland                                                            |
| journal                       | tidskrift; dagbok                                                                                             | journal                                  | medical record                                                     |
| kinky                         | bisarr | kinkig                                   | tricky, petulant, grumpy                                           |
| kiss                          | kyss | kiss                                     | pee                                                                |
| lade                          | lasta | lade                                     | put, laid                                                          |
| lame                          | halt på grund av skada i ben eller fot                                                                        | lam                                      | paralysed                                                          |
| learner                       | den som lär sig                                                                                               | lärare                                   | teacher                                                            |
| liquor                        | spritdryck | likör                                    | liqueur                                                            |
| loss                          | förlust | loss                                     | loose                                                              |
| motion                        | rörelse | motion                                   | exercise                                                           |
| motivate                      | uppmuntra, uppmana                                                                                            | motivera                                 | justify                                                            |
| mundane                       | banal, trivial                                                                                                | mondän                                   | sophisticated, elegant                                             |
| must not                      | får inte | måste inte                               | do not have to                                                     |
| neck                          | hals | nacke                                    | nape                                                               |
| novel                         | roman | novell                                   | short story                                                        |
| obligation                    | skyldighet | obligation                               | bond                                                               |
| offer                         | erbjudande, erbjuda                                                                                           | offer                                    | sacrifice, victim                                                  |
| outlier                       | något eller någon som skiljer sig markant från resten av gruppen (särskilt om statistiska datapunkter)        | uteliggare                               | homeless person, hobo                                              |
| overalls                      | hängselbyxor, snickarbyxor                                                                                    | overall                                  | jumpsuit, coverall                                                 |
| paprika                       | paprikapulver                                                                                                 | paprika                                  | bell pepper                                                        |
| paraffin                      | fotogen (brittisk engelska)                                                                                   | paraffin                                 | paraffin wax                                                       |
| paragraph                     | stycke | paragraf                                 | section                                                            |
| pencil                        | blyertspenna                                                                                                  | pensel                                   | paintbrush                                                         |
| personal                      | personlig | personal                                 | staff, personnel                                                   |
| photograph                    | fotografi | fotograf                                 | photographer                                                       |
| physician                     | läkare | fysiker                                  | physicist                                                          |
| present oneself               | visa upp sig                                                                                                  | presentera sig                           | introduce oneself                                                  |
| receipt                       | kvitto | recept                                   | recipe (mat), prescription (läkemedel)                             |
| red day                       | en blodig dag (olycksdrabbad, tragisk, präglad av död)                                                        | röd dag (jul, påsk, etc)                 | national holiday, bank holiday                                     |
| rent                          | hyra | ränta                                    | interest                                                           |
| script                        | manus | manuskript                               | manuscript                                                         |
| semester                      | (studie)halvår, termin                                                                                        | semester                                 | vacation, holiday                                                  |
| serviceman                    | soldat, krigsman, reparatör                                                                                   | tjänsteman                               | official, clerk, white-collar worker                               |
| silicon                       | kisel | silikon                                  | silicone                                                           |
| simple                        | enkel | simpel                                   | base, common, low, coarse                                          |
| sleep in                      | sovmorgon (sova ut = to sleep in)                                                                             | somna in                                 | fall asleep, die                                                   |
| smoking                       | rökning | smoking (lån närmast från tyska/franska) | dinner jacket (brittisk) tuxedo (Am. eng.)                         |
| social secretary              | sekreterare med ansvar för bokning av sociala sammankomster                                                   | socialsekreterare                        | (ung) case worker in the social services, welfare administrator    |
| spiritual                     | andlig, religiös                                                                                              | spirituell                               | witty                                                              |
| stark                         | alldeles, fullständig(t), avskalad, skarp                                                                     | stark                                    | strong                                                             |
| stick                         | pinne | sticka                                   | sliver, matchstick                                                 |
| stool                         | pall | stol                                     | chair                                                              |
| steak                         | biff | stek                                     | roast                                                              |
| swamp                         | träsk, sumpmark                                                                                               | svamp                                    | fungus (svamporganism), mushroom (fruktkropp), sponge (tvättsvamp) |
| tagged                        | märkt | taggad                                   | psyched up, etc                                                    |
| third cousin                  | brylling, fyrmänning                                                                                          | tremänning                               | second cousin                                                      |
| tips                          | dricks | tips                                     | hint                                                               |
| toll                          | avgift | tull                                     | customs                                                            |
| trap                          | fälla | trappa                                   | staircase, stairs                                                  |
| trillion                      | biljon (oftast, speciellt i amerikansk engelska – se vidare artikeln ”Långa och korta skalan för stora tal”)  | triljon                                  | quintillion (oftast)                                               |
| trim                          | ansa, klippa                                                                                                  | trimma (en motor)                        | tune (an engine)                                                   |
| truck                         | boggi (Am. eng.); lätt eller tung lastbil (Am. eng.)                                                          | gaffeltruck                              | forklift truck                                                     |
| tweak                         | vrida, anpassa                                                                                                | tveka                                    | hesitate, doubt                                                    |
| VD (venereal disease)         | sexuellt överförbar sjukdom, VS                                                                               | VD (verkställande direktör)              | CEO (chief executive officer)                                      |
| valve                         | ventil, radiorör (brittisk engelska), hjärtklaff                                                              | valv                                     | vault, arch (arkitektur)                                           |
| vibrant                       | livaktig, intensiv                                                                                            | vibrerande                               | vibrating, vibrant                                                 |
| vicar                         | kyrkoherde | vikarie                                  | substitute, deputy, stand-in                                       |
| vine                          | ranka, klängväxt                                                                                              | vin                                      | wine                                                               |
| vinegar                       | ättika | vinäger                                  | wine vinegar                                                       |
| vocals                        | sång (i musikstycke)                                                                                          | vokaler                                  | vowels                                                             |
| warehouse                     | lagerlokal | varuhus                                  | department store                                                   |
| washbag                       | necessär | tvättpåse                                | mesh laundry bag, etc                                              |
| whitewash                     | limfärg, kalkfärg                                                                                             | vittvätt                                 | white laundry, whites                                              |
| will                          | ska, testamente, vilja (substantiv)                                                                           | vill                                     | want (to), wish                                                    |
| wink                          | blinka, blinkning                                                                                             | vink                                     | wave                                                               |
| wire                          | elektrisk (isolerad) ledning metalltråd                                                                       | vajer (stållina)                         | cable                                                              |
| wood                          | trä, ved, virke                                                                                               | träd                                     | tree                                                               |
| wrist                         | handled | vrist                                    | ankle                                                              |